# Karrin Allyson
Karrin Allyson (Great Bend, 27 de julio de 1963) es una cantante estadounidense de jazz. Especializada en las baladas y aficionada al uso del scat, pertenece a la corriente principal del jazz.

## Trayectoria
Aunque nacida en el estado de Kansas, Karrin creció en Omaha y en el área de la Bahía de San Francisco, mientras aprendía a tocar piano clásico y a perfeccionar su técnica como intérprete vocal de música folk y de rock en la banda femenina Tomboy. 
Graduada en la Universidad de Nebraska en 1987 (y especializada en piano), Allyson cantó habitualmente en un club nocturno de Kansas City regentado por uno de sus tíos, que terminó por convertirse en su centro de trabajo. 
Tras firmar con Concord Jazz en 1992, Allyson debutó discográficamente con I Didn't Know About You, que fue un gran éxito. En la encuesta del lector anual de Playboy la situaron junto a las grandes vocalistas de jazz como Ella Fitzgerald y Shirley Horn. Después de ello, se hizo con el acompañamiento de un grupo de músicos originarios de Kansas que se convirtieron en habituales suyos: el pianista Paul Smith, los guitarristas Danny Embrey y Rod Fleeman, el bajista Bob Bowman y el batería Todd Strait.
Su disco de 1999, From Paris to Rio, contiene canciones en francés y portugués, y cubre un amplio abanico estilístico desde Jacques Brel a la samba y bossa nova. En 2001 obtuvo el que probablemente ha sido el mayor éxito de su carrera al publicar, obteniendo dos nominaciones a los Grammy, Ballads: Remembering John Coltrane. En 2002 publica In Blue, en que Allyson optó por las versiones del material de otros artistas ( Mose Allison, Joni Mitchell , George y Ira Gershwin, Blossom Dearie, Abbey Lincoln, Oscar Brown, Jr., y Bonnie Raitt ), y la cantante sólo escribió una de las 13 canciones del álbum, un camino que también siguió dos años más tarde en el álbum Wild for You, que contenía sus versiones de canciones de artistas que le habían gustado de joven, como Cat Stevens, James Taylor, y Joni Mitchell.  En 2006 con Footprints, obtendría también una nominación a los Grammy por el Best Jazz Vocal Album. 
Con los años, Allyson se ha presentado en algunas de las salas de conciertos principales en los EE. UU., incluyendo un tributo de muchas estrellas del jazz vocal a Ella Fitzgerald en el Carnegie Hall de Nueva York.  En 2008 Allyson publicó Imagina: Songs of Brasil, interpretando las canciones de Antonio Carlos Jobim, Edu Lobo, Torquato Neto y Pedro Caetano.  En 2010 comenzó a grabar colección de jazz, pop, y temas de Broadway titulada Round Midnight, con melodías de desde Duke Ellington y Stephen Sondheim hasta Paul Simon y Bill Evans. Fue publicado en 2011 por Concord Jazz.
En 2015 publica su álbum de canciones de Rodgers y Hammerstein, Many a New Day, en el que canta con un trío compuesto por Miro Sprague en el piano, Ed Howard en el bajo y Adam Cruz en la batería. Varias canciones como "Happy Talk", del musical "South Pacific", se prestan al enfoque relajado de Allyson. Ella rellena las letras con la improvisación del scat lúdico, en una alegre improvisación como en "Me Cain't Say No", una de las varias canciones del musical "Oklahoma!".
Es una estilista muy flexible que está igual de cómoda con el bebop, el rock y el swing y nunca ha sido una intérprete que sondea las letras en busca de un trasfondo psicológico. Su estilo refleja la actitud de alguien a quien que le gusta pasar el rato con la banda y divertirse. La intensidad romántica es baja en su lista de prioridades. Todo eso junto con los arreglos de baladas como "Soñé", "We Kiss in a Shadow" y "Hello, Young Lovers," en los que destaca la influencia melódica.

## Discografía
- 1992: I Didn't Know About You	(Concord Jazz)
- 1993: Sweet Home Cookin	(Concord)
- 1994: Azure-Té	(Concord)
- 1996: Collage	(Concord)
- 1996: Daydream	(Concord Jazz)
- 1999: From Paris to Rio	(Concord Jazz)
- 2001: Ballads: Remembering John Coltrane (Concord Jazz)
- 2002: In Blue	(Concord Jazz)
- 2004: Wild for You	(Concord)
- 2006: Footprints	(Concord Music Group)
- 2008: Imagina: Songs of Brasil
- 2009. By Request: The Best of Karrin Allyson
- 2011: Round Midnight (Concord Jazz)
- 2013: Yuletide Hideaway (A Christmas Album)
- 2015 NYC Sessions (con Dave Bass y Phil Woods)
- 2015 Many a New Day: Karrin Allyson Sings Rodgers & Hammerstein
- 2018 Some of that Sunshine (Kasrecords)[3]